# Rhaphium vockerothi
Rhaphium vockerothi är en tvåvingeart som beskrevs av Robinson 1964. Rhaphium vockerothi ingår i släktet Rhaphium och familjen styltflugor.
Artens utbredningsområde är North Carolina. Inga underarter finns listade i Catalogue of Life.